# گل‌گهر ساقه‌کلفت
گل‌گهر ساقه‌کلفت (نام علمی: Caulanthus crassicaulis) نام یک گونه از سرده گل‌گهر است.